# Reflex flehmen

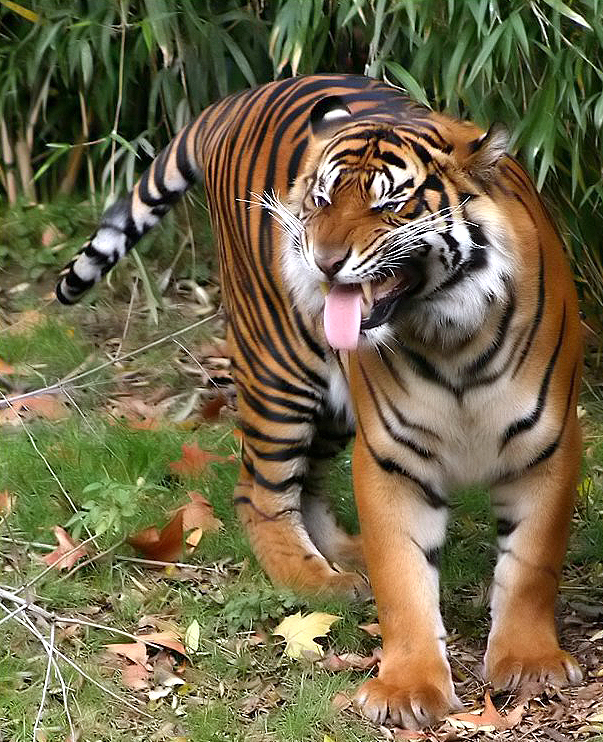
Mostra de la resposta flehmen en el Tigre (Tigre de Sumatra)

La resposta flehmen, també anomenada posició flehmen, o la reacció flehmen, (de l'alemany flehmen, que significa arrugar el llavi superior), és un tipus particular de moviment de retracció en els llavis en ungulats, fèlids, i molts altres mamífers, que facilita la transferència de productes químics odorants a l'òrgan vomeronasal o de Jacobson. En la reacció o reflex de Flehmen, els animals retreuen els seus llavis d'una forma que fa que semblin estar fent una ganyota. Aquest gest s'adopta per ajudar a exposar l'òrgan vomeronasal i atreure les molècules de l'olor cap a ell.
Aquest comportament fa que els animals detectin els odorants, per exemple de l'orina, d'altres membres de la seva espècie. Permet que els animals determinin diversos factors, incloent la presència o l'absència del zel, l'estat fisiològic de l'animal, i quant temps fa que l'animal va passar pel lloc. Aquesta resposta particular és molt recognoscible en sementals a l'olorar l'orina d'una euga en zel.